# Església del Pilar (València)
L'església del Pilar, o Església de Nostra Senyora del Pilar i Sant Llorenç és l'església de l'antic convent dominic del mateix nom, i principalment és el que queda d'aquest. Se situa la barri de Velluters o El Pilar, nom que rep per l'antic convent. Més exactament se situa entre el carrer de Guillem de Castro, el carrer de Maldonado i la plaça del Pilar, a la ciutat de València (l'Horta, País Valencià).

## Evolució històrica i artística
La fundació del desaparegut Reial Convent de Nostra Senyora del Pilar, d'orde dominic té el seu origen en el testament (1614) de Baltasar Simó de Vallterra, comerciant de llibres, que disposava que es construís a València un col·legi de l'orde de predicadors dedicat a la Verge del Pilar de Saragossa, perquè els seus futurs religiosos assistiren als malalts de l'Hospital General. Un any després es compraren unes cases a la plaça de la confraria de Santa Llúcia, junt a l'Hospital; el 1618 es va fer efectiva la fundació.
Les traces del convent foren obra de l'arquitecte i escultor i frare del Carme, Gaspar de Sant Martí (mort el 1644) en 1637-1638. Aquest frare arquitecte era l'autor de nombroses obres al convent del Carme de València, i que a més va exercir d'expert en visures, inspeccions, d'altres obres, com les carnisseries i peixateries de la ciutat el 1631 o l'església de Xelva el 1638. A això s'ha de sumar respecte al convent del Pilar que «discurrió sobre el diseño de la obra y le principió, según consta en el libro de gasto en partida de julio 1637 que dice, de quatro pergaminos para hacer la planta de la obra del Con[ven]to. al P. fr. Gaspar carmelita 12L».
Després de la Desamortització el convent va ser destinat a hospital per a afectats per epidèmies, després a hospital militar i des de l'any 1843 com a quarter. El 1903 es va transferir a l'església del Pilar la parròquia de Sant Llorenç, juntament amb el seu arxiu i peces d'art, i afegint aquesta advocació a la de la Mare de Déu del Pilar. Posteriorment s'enderrocà el claustre, fet de rajola i amb sobreclaustre, també l'escala coronada amb una llanterna, possiblement similar a la que es conserva al Convent del Carme, i altres dependències que es poden veure al plànol de Tosca de 1704. Així de l'anterior convent només s'hi conserva l'església construïda entre 1659 i el 1692, amb una portada afegida el 1730, i unes restes del convent que formen la façana que dona a la plaça, on s'obri una portada classicista amb pilastres toscanes segurament construïda a mitjan segle xvii.

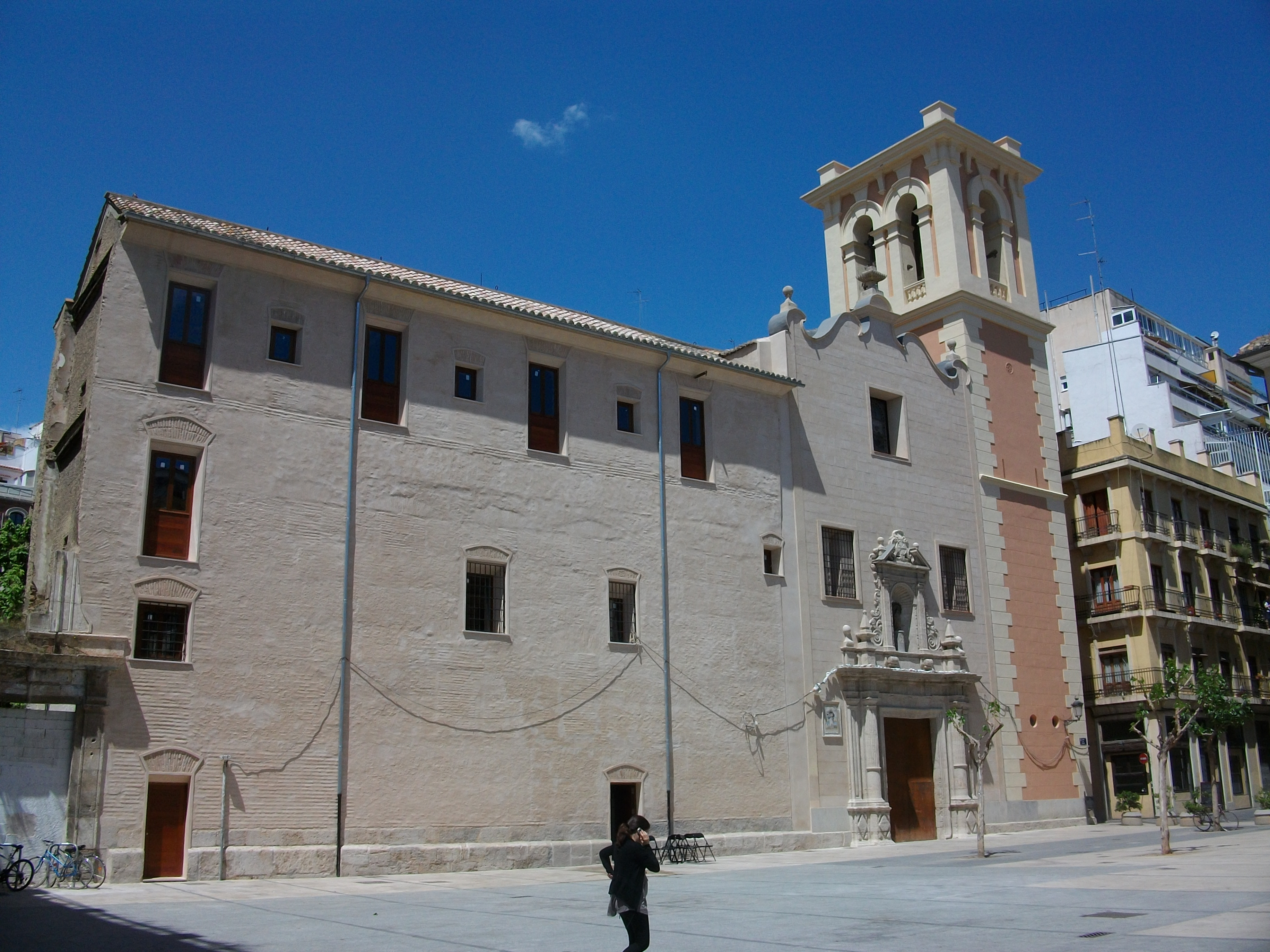
Vista general de l'edifici

La primera església que existí va ser la fundacional, després es construí una altra provisional acabada el 1650 i finalment una tercera començada el 1659, tal com explica una nota marginal al manuscrit de J. Teixidor sobre el convent: «La primera iglesia sólo fue para tomar posesión y por entretanto se recogía la hacienda del fundador; la segunda (que realmte. fue lo que desde el año 1693 es Refectorio) o encerraba dentro de sí a la primera o estava contigua a ésta, pues entrambas tuvieron los almacenes de carbón delante de su puerta; la tercera se levantó a la parte de tremontana. Oi en dia que estamos en Mayo de 1790 vive Francisca Elvesina la qual siempre a asegurado aver oído a sus Padres que venían a oir misa a la iglesia que aora es refectorio. Como esta iglesia se concluió en el año 1650 y desde el año 1659 ya se comienza a hablar en el libro de gasto de la tercera se conoce que el intento de la que la fabricaron fue sólo para servirse interinamente de ella pues la primera no era decente y la principal aun no se podía comenzar; véasse el gasto de ocbre. de 1659 y el de marzo de 1660...».
Així doncs, l'església actual és la que Pere Leonart i Pere Do van començar el 1659 en obrir els fonaments, encara que les bases no s'iniciaven fins al 1666. La nau i la cúpula del creuer són obra de Francesc Giner, el qual cobrava l'últim pagament el 1685. La decoració barroca a base d'estucs daurats es realitzà el 1698 i la reconstrucció de la capella major és de la dècada dels cinquanta del segle xviii.
L'església del Pilar segueix el model de planta de creu llatina inscrita en un rectangle, d'una nau amb capelles fornícules, creuer, tester pla, un cor alt als peus i cobertes de volta de canó rebaixades amb llunetes i cúpula sobre petxines al creuer. Existeixen tribunes a la nau sobre capelles, al creuer i al presbiteri, això situa a l'església en concordança amb la innovadora arquitectura jesuítica derivada del Concili de Trento (ex. església de la Companyia a València o el col·legi de jesuïtes de Sogorb) que també apareix a l'església jerònima de Sant Miquel dels Reis. La traça donada per Sant Martí segurament fou la que es va seguir en la construcció, a pesar del temps transcorregut entre els dos fets, ja que s'ha de tindre en compte que el model de planta, fortament influït per models tridentins concretitzats dins de les Advertecias del Arzobispo Aliaga de 1631, encara estava vigent. Altres esglésies com la del Col·legi del Patriarca (1590-1604) i sobretot les esglésies de convents com la de la Companyia de Jesús a València 1595-1631), la de Sant Miquel dels Reis (1601-44, la dels carmelites descalços de Sant Josep (1609-28), la desapareguda dels carmelites descalços de Sant Felip (1614-26), la dels jesuïtes de Sogorb, la de la Cartoixa d'Aracristi (iniciada el 1621), etc., o parroquials com la de Xelva (iniciada el 1626 i visurada per fra Gaspar el 1638) o la de Llíria; seguirien aquest model de planta.
Alguns detalls, com les portades del creuer, amb estípits acanalats, amb mènsulons i frontó corb partit, recorden el llenguatge tardomanierista emprat per Sant Martí a la portada del Centre del Carme, amb alguns trets d'influència miquelangelesca. Pingarrón assenyala que aquestos estípits remeten a la làmina xxxviii de les Reglas de Vignola (Madrid, 1593) on es mostra la porta de Miquel Àngel per al Campidoglio de Roma, edició de l'obra de Vignola que Sent Martí hauria de conéixer atenent les seues obres al Carme i al Pilar. Si es pogués provar documentalment l'autoria de Gaspar de Sant Martí, confirmaria la sospita que aquest frare arquitecte va donar traces per al Centre del Carme i que va actuar com a pèrit junt a altres arquitectes, a més d'estar al corrent de les novetats que s'introduïen a l'arquitectura valenciana del primer terç del segle xvii i de les obres dels arquitectes del moment, com el cartoixà fra Antoni Ortiz (Cartoixa d'Aracristi) i el jesuïta P. Albiniano de Raxas (església de Llíria).

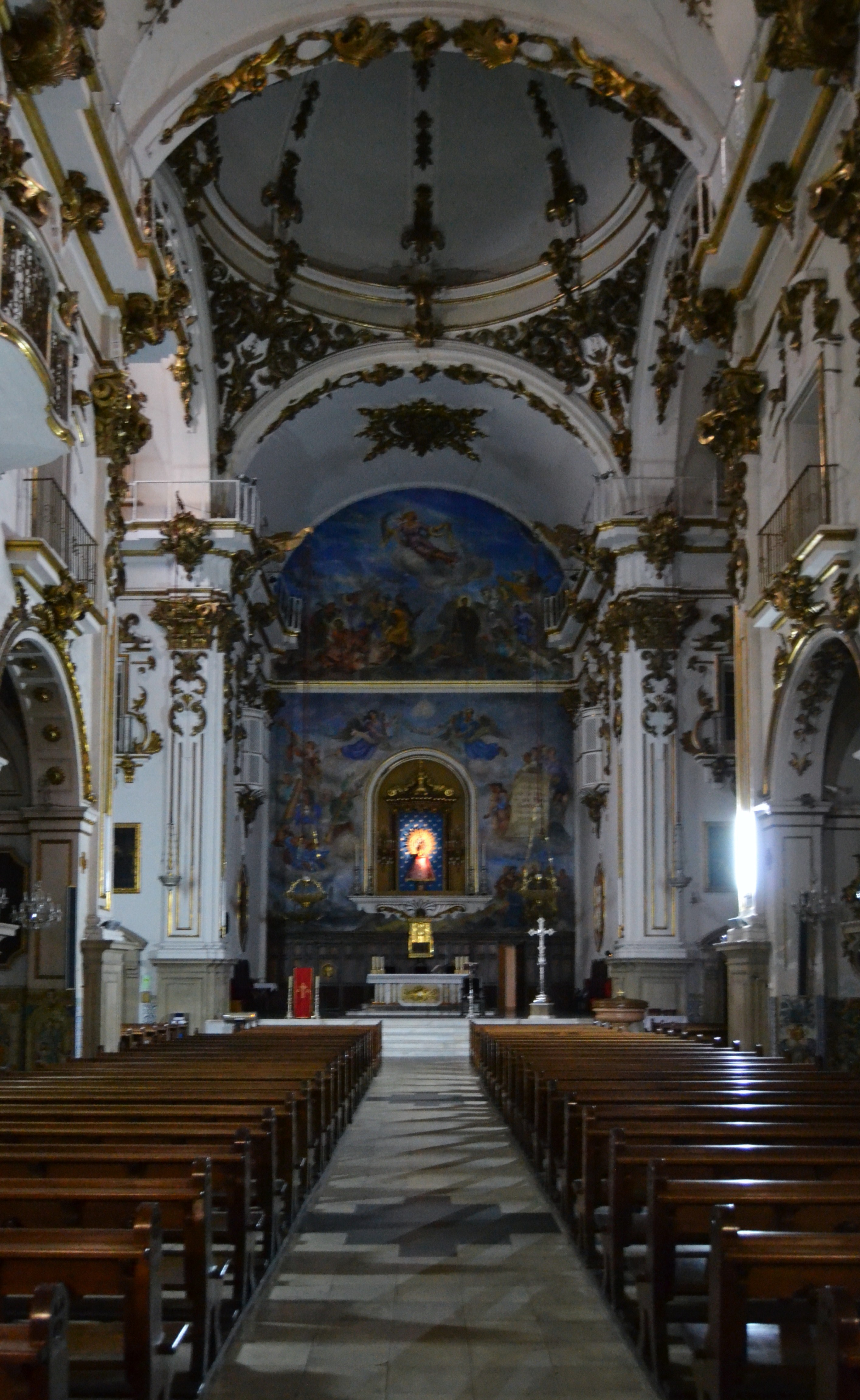
Interior de l'església

La decoració barroca interior és de l'any 1692. S'hi desenvolupen motius vegetals en forma de volutes als capitells, rocalles al terç superior de les pilastres, estípits antropomòrfics als arcs torals, torsos coronats per petxines a les cornises i complicats enquadraments geomètrics a les tribunes del creuer i els buits. S'ha d'assenyalar, però, el predomini de la simetria en aquesta decoració i una elegància diferent de la que difonia Juan Pérez Castiel.
La portada principal de l'església és de pedra i es construí el 1730, i també seguiria la traça de fra Gaspar de Sent Martí si observem l'ordenament dòric-jònic, la volumetria i els elements manieristes també presents a la portada del Centre del Carme. La portada del Pilar, construïda pel picapedrer Baptista Pons, es compon d'un cos inferior amb dos parells del binomi columna dòrica-pilastra sobre pedestals, flanquejant la porta de llinda, amb un entaulament dòric i un coronament de boles i pinacles. Sobre aquest entaulament se superposa un segon cos format per un edicle flanquejat per pilastres jòniques sobre mènsules i fornícula amb la imatge de la Verge de Pilar i un remat amb frontó partit (característic de Sant Martí). S'afegeixen motius barrocs com els roleus vegetals que uneixen els dos cossos i envolten l'escut de l'Orde dels dominics, cosa que fa notar l'herència barroca, en un moment (1730) en el qual s'impulsava de nou la vessant classicista i l'ús adequat dels ordres sota la influència dels matemàtics P. Tosca i Joan Baptista Coratjà. La resta de la façana és llisa amb tres finestres i remat ondulat amb remat de boles als costats i un pinacle gallonat al centre. El campanar actual és modern, (ca. 1910), i el que apareixia al plànol de Tosca de 1704 ja no existia quan Cruïlles va escriure la seua obra (ca. 1876).

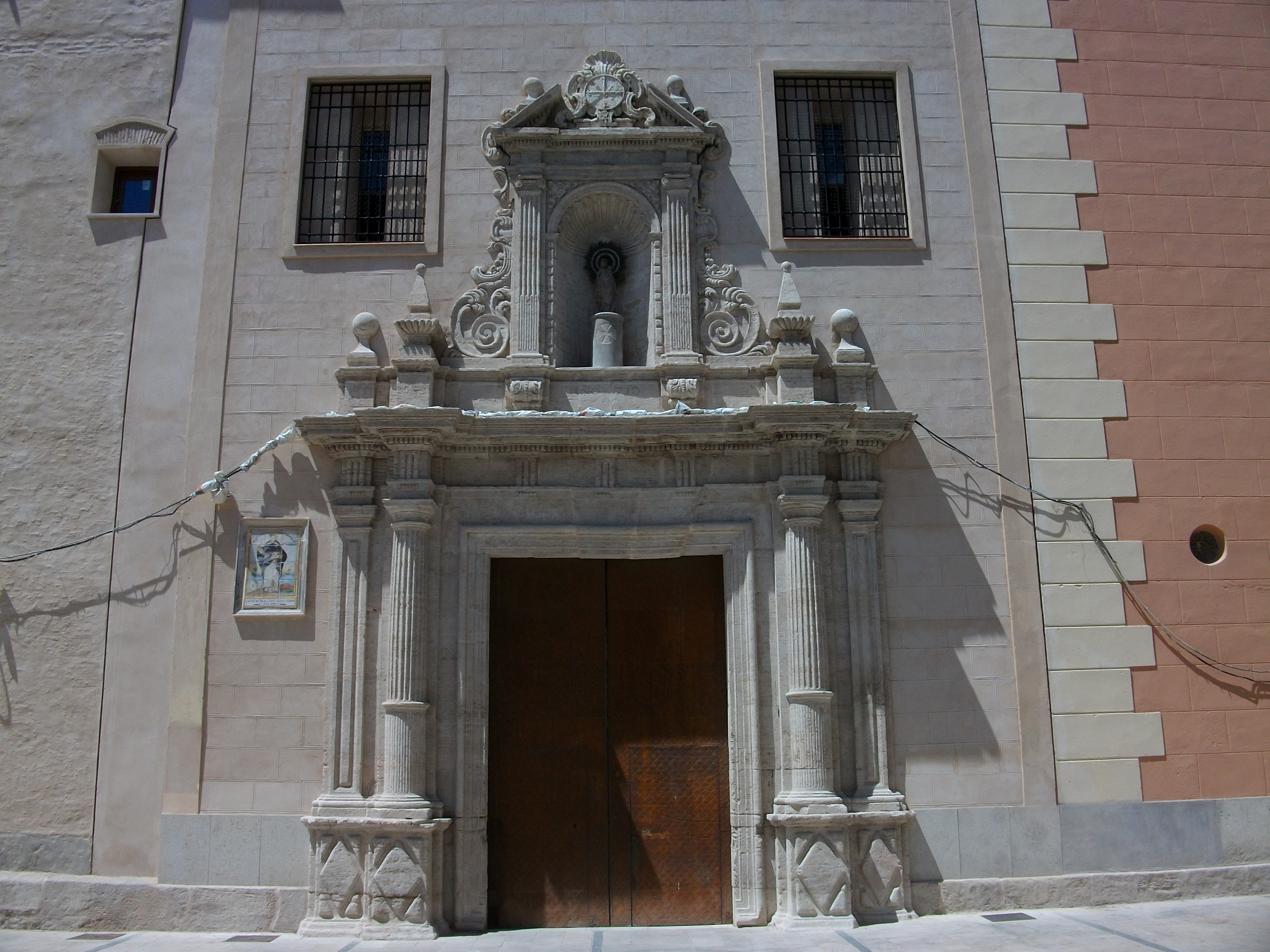
Portada de l'església del Pilar

El transagrari de planta oval és d'especial interés en seguir el model de la capella de la Verge dels Desemparats. El 1733 ja es tenen notícies de la seua construcció, però realment no es construí fins a 1741-44, obrada per Josep Puchol.
A banda del seu valor arquitectònic, l'església del Pilar també destaca pels seus taulells de Manises del segle xviii i per les nombroses pintures que conserva.
Els sòcols de taulells es decoren amb temes florals i historiats. A la capella de la Mare de Déu dels Desemparats es desenvolupen els emblemes de la Passió amb una decoració fitomòrfica, a una altra capella s'hi representen escenes de la vinguda del Crist del Salvador i té una curiosa vista de la ciutat; la capella de Sant Tomàs i Santa Caterina de Siena conté un sòcol de l'any 1793 amb un marc que ja s'encamina cap al classicisme, on la rocalla i els motius asimètrics desapareixen, per acollir escenes de la vida d'aquestos sants.
Del patrimoni pictòric destaquen els frescos d'algunes capelles, atribuïts per Orellana a Francesc Brú, deixeble de Josep Vergara. Més les escenes de la sagrada Família de Joaquim Ximeno de la capella de la Mare de Déu dels dels Desemparats, els llenços dels dos costats del creuer que representen el Compromís de Casp, obra de Ramón Garrido Méndez de finals del segle xix, els panells pintats per Josep Renau de la capella de Sant Antoni, algunes pintures dels segles xvii i xviii, imatges del segle xviii i peces d'orfebreria del museu parroquial. Després de la destrucció del retaule barroc, obra de Tomàs Paradís (1733) i no d'Andreu Robles com apuntava Orellana, el presbiteri es va decorar amb frescos que fan referència a la Verge del Pilar, obra de José Nogales Hernández de 1940.